# Vergleich von Tu-144 und Concorde

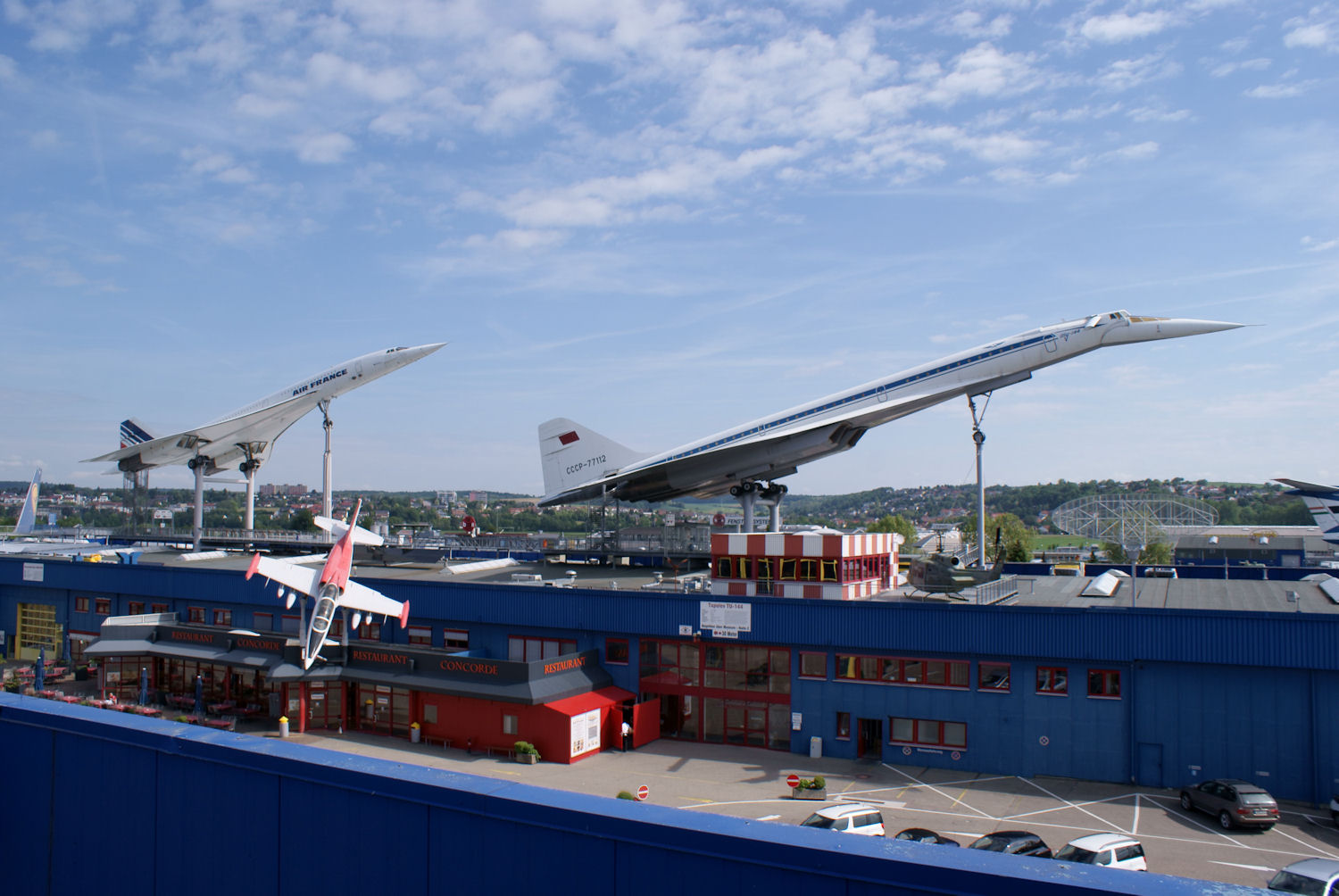
Die Concorde F-BVFB (links) neben einer Tu-144D im Technikmuseum Sinsheim

Die Tupolew Tu-144 war ein sowjetisches Überschall-Passagierflugzeug, das äußerlich der französisch/britischen Aérospatiale-BAC Concorde, kurz Concorde (französisch für Eintracht, Einigkeit; englisch concord), ähnelte.
Die beiden Flugzeuge weisen konzeptionelle Unterschiede auf. Bei der Concorde war die generelle Konstruktion der Prototypen bis auf die etwas kürzere Rumpflänge identisch mit den Serienflugzeugen. Bei der Tupolew Tu-144 waren die Merkmale, in denen sich der Prototyp (Tu-144) von den Serienflugzeugen (Tu-144S und Tu-144D) unterschied, massiv, dies betraf Längen in diversen Bereichen, insbesondere die Flügelform, die sich grundlegend zu einem Doppeldeltaflügel wandelte, sowie die Triebwerkanordnung, das Fahrwerk und das hinzugefügte Canard-Höhenleitwerk. Während die Concorde über 27 Jahre einen beachtlichen kommerziellen Dienst zwischen Europa und Amerika anbieten konnte, war der kommerzielle Einsatz der Tu-144 auf sehr wenige innersowjetische Flüge zwischen 1975 und 1978 beschränkt.

## Zusammenarbeit
Durch den Roman Spycatcher, der auf realen Ereignissen basiert, aber mit fiktiven Spionagegeschichten versehen ist und von dem ehemaligen MI5-Mitarbeiter Peter Maurice Wright verfasst wurde, entwickelte sich diese Fiktion im Zuge des Kalten Krieges zu einer modernen Sage, die von den Medien als Tatsache wiedergegeben wurde. Die französischen Konstrukteure und die Mitarbeiter von Tupolew trafen sich regelmäßig, um ihre Erkenntnisse zum Bau und Problemen mit der Concorde und der Tu-144 auszutauschen. Es gab persönliche Treffen in Frankreich und der UdSSR.
Bei einem solchen Treffen wurde den Franzosen (inklusive französischem Militär) auch die  MiG-21I (auch MiG-21 „Analog“), die das Mikojan-Konstruktionsbüro zur Unterstützung des Tu-144-Programms baute, gezeigt.

## Entwicklung

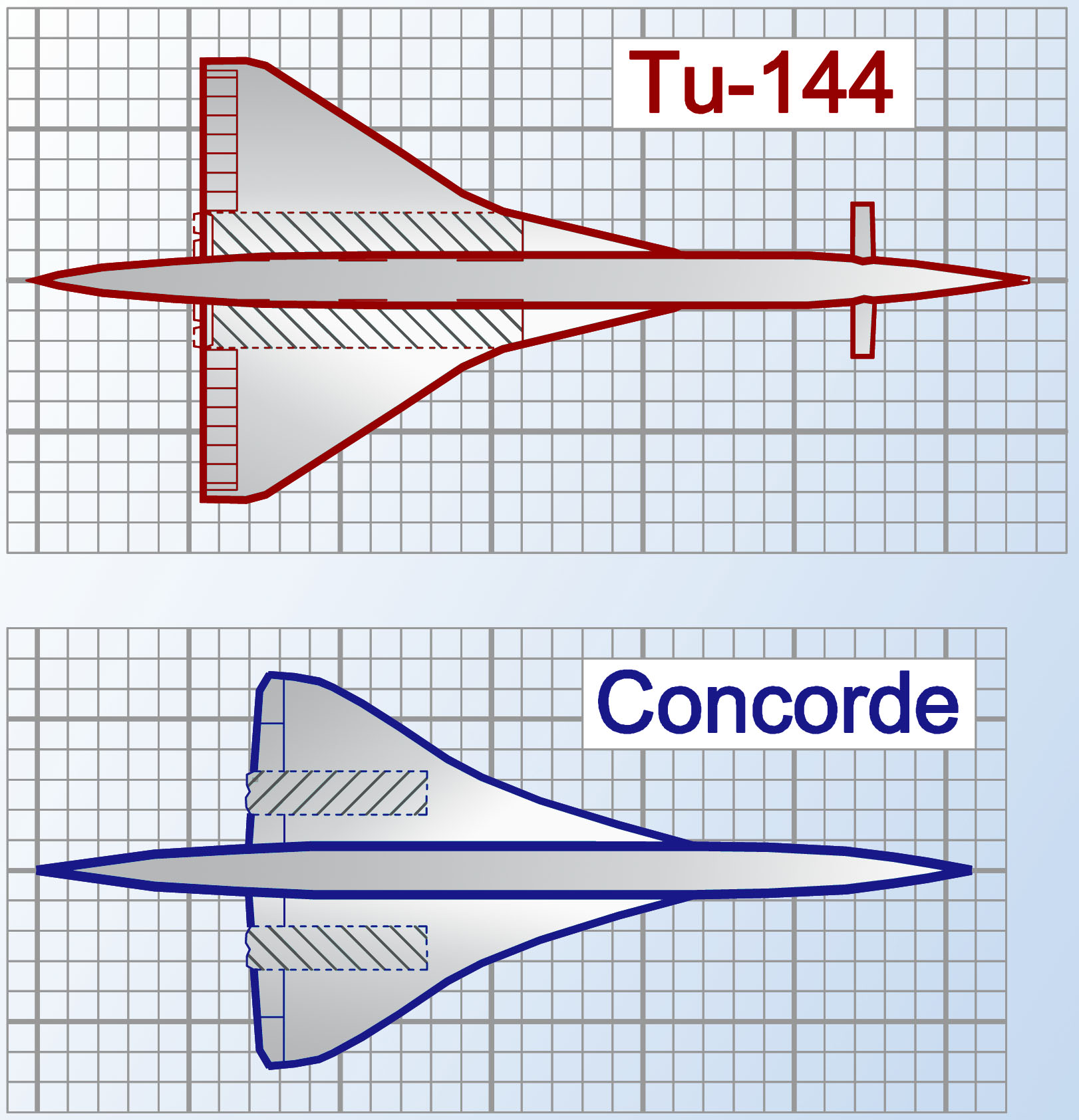
Vergleich zwischen Tu-144S / Tu-144D und Concorde

### Concorde

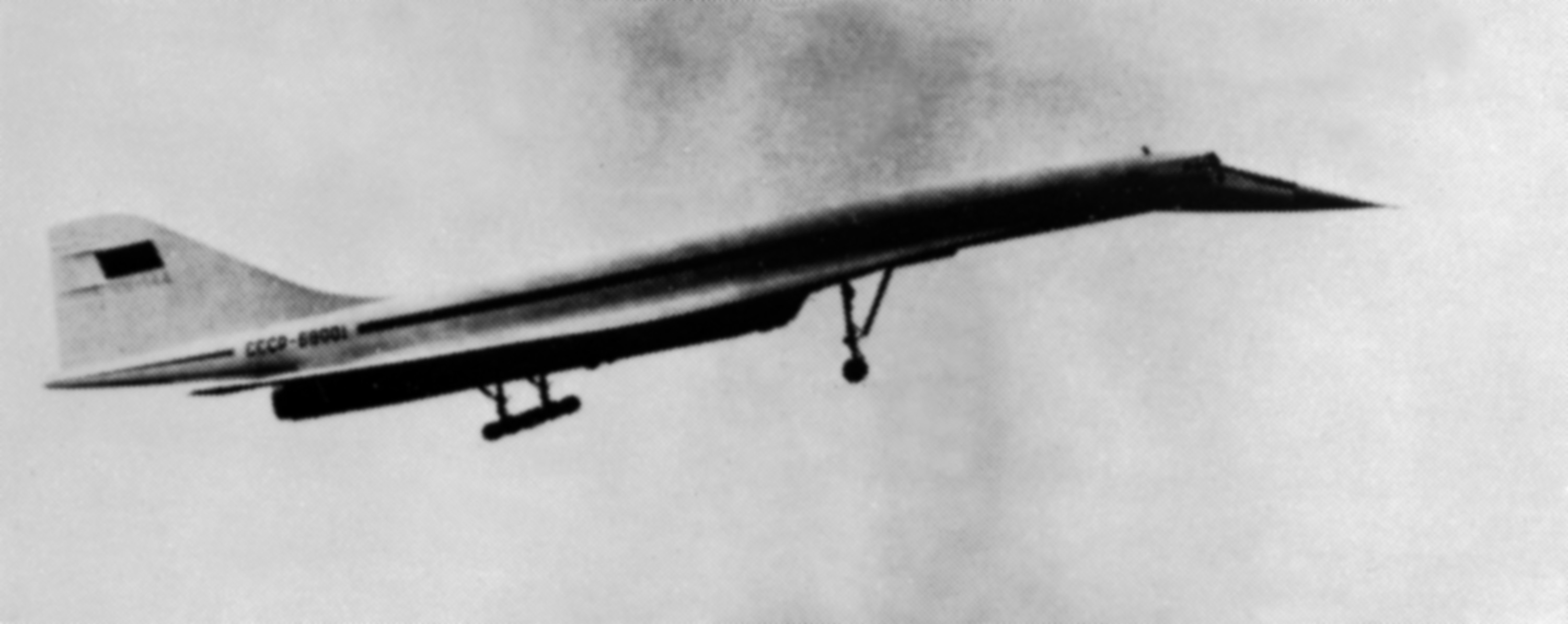
Tu-144 Prototyp ohne Canards mit je 12 Rädern pro Hauptfahrwerk

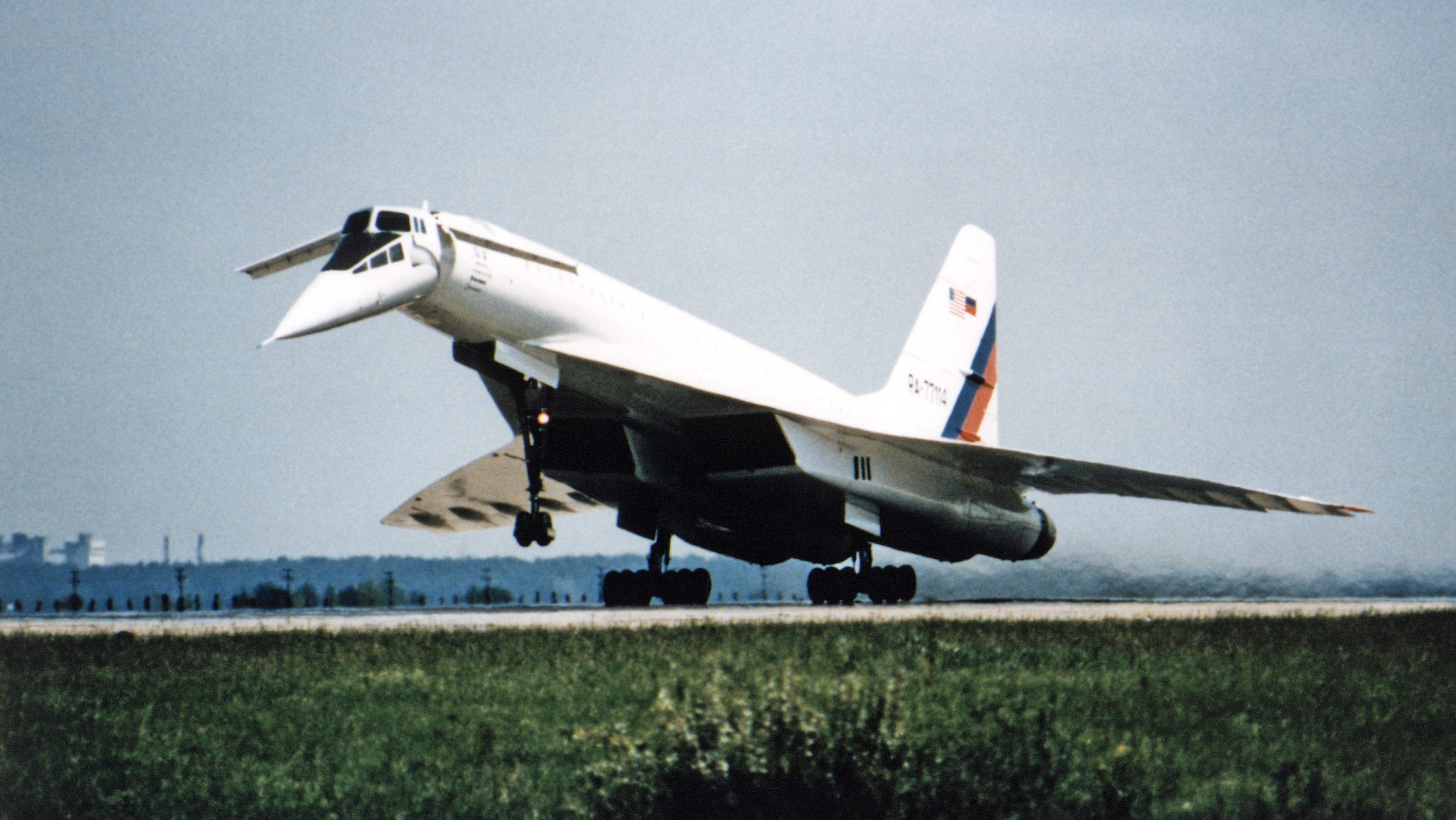
Die Tu-144LL gut sichtbar die Canards und längeren, weiter innen liegenden Lufteinläufe

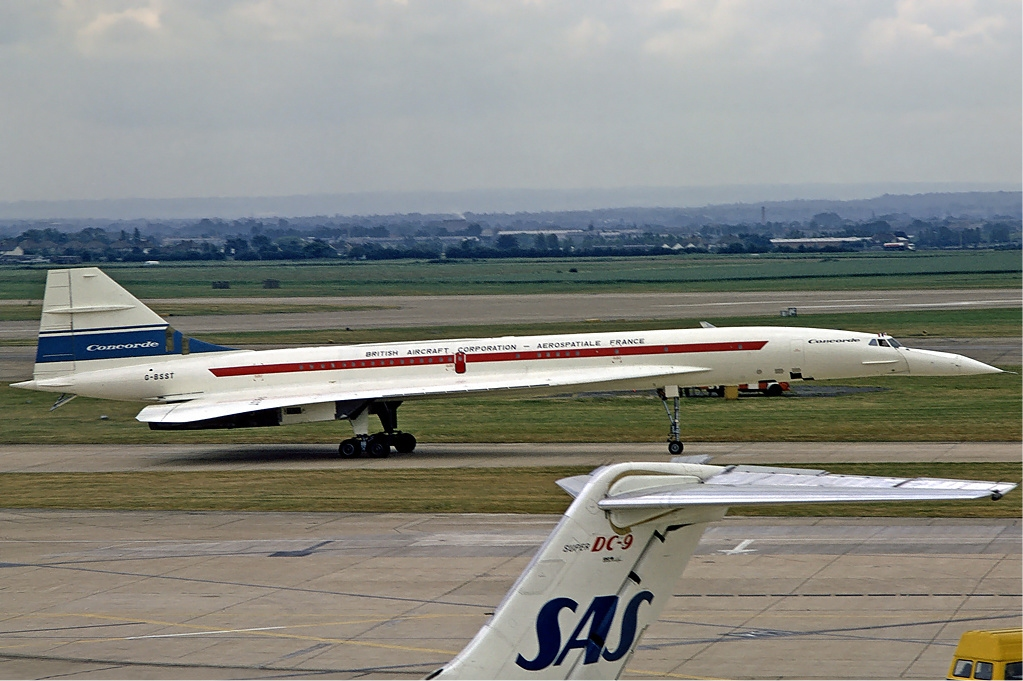
Einer der 2 Concorde-Prototypen, die G-BSST

Ursprünglich arbeiteten Großbritannien und Frankreich an zwei unterschiedlichen Projekten, aus denen als gemeinsames Projekt die Concorde entstand.
Im Jahr 1955 schätzte das Royal Aircraft Establishment Farnborough den Überschall-Passagierflug als machbar ein; an diesem Standort war am 25. September 1954 formell begonnen worden, überschallschnellen Passagierflug in Erwägung zu ziehen. Am 1. Oktober 1956 wurde in London das Supersonic Transport Aircraft Committee (STAC) gegründet. Bei der Konzeption des Flugzeugs waren 200 verschiedene Auslegungen bewertet worden. Im Jahr 1959 empfahl das Komitee zwei Formen, wobei nur die Eine auch für eine Fluggeschwindigkeit von Mach 2 tauglich war. In einem nächsten Schritt kam es zur Festlegung der Höchstgeschwindigkeit, wobei die Variante „Mach 2,7“ deshalb verworfen wurde, weil sie aufgrund der Temperaturen, welche durch die Luftreibung entstehen, nicht mit Aluminiumlegierungen zu erreichen war. Das Versuchsflugzeug Bristol 188 bestätigte später die Probleme mit rostfreiem Stahl, der als Material für einen Flug mit Mach 2,7 vorgeschlagen worden war, und die Lockheed SR-71 wurde aus Titan gefertigt, dessen Erz aus der UdSSR stammte. Zur Erforschung des Langsamflugs bei extremer Pfeilung des Deltaflügels wurde ein weiteres Versuchsflugzeug, die Handley Page HP.115, gebaut, die im August 1961 erstmals flog.
Im Jahr 1959 wurde in Frankreich ein Lastenheft für ein Vorprojekt mit den Eckpunkten 60 bis 80 Passagiere, 3500 Kilometer Reichweite und mehr als Mach 1 Geschwindigkeit für Sud Aviation, Nord Aviation und Dassault Aviation ausgeschrieben. Erste Entwürfe gelangten zu einer Auslegung mit Canardflügeln.
Im selben Jahr begann die Zusammenarbeit mit Großbritannien. Bei den Briten war die internationale Zusammenarbeit eine Hauptforderung der Projektvereinbarung mit der Regierung aus dem Jahr 1960.
Zunächst war geplant, das Flugzeug entlang der Erfordernisse der beiden Länder in zwei Varianten zu bauen, wobei das für die Briten erforderliche transatlantikfähige Flugzeug (Type 198) in den Planungen vor 1961 noch über sechs Triebwerke verfügt hätte. Das erste formelle Treffen auf Ministerebene fand am 7. Dezember 1961 statt, am 29. November 1962 wurde vom britischen Verkehrsminister Julian Amery und dem französischen Botschafter in Großbritannien, Geoffroy Chodron de Courcel, die Vereinbarung unterzeichnet, welche die Entwicklung des kleineren britischen Flugzeugs Bristol Type 223 mit dem ähnlichen Flugzeug, das die Franzosen Super-Caravelle genannt hatten und auf dem Pariser Luftfahrtsalon 1961 vorgestellt worden war, zusammenlegte.

### Tupolew Tu-144

#### Frühere Projekte
Der erste sowjetische Flugzeugkonstrukteur, der mit der Entwicklung von sowjetischen Überschall-Passagierflugzeugen begann, war W. M. Mjassischtschew gefolgt von Pawel Wladimirowitsch Zybin. Im OKB-23 wurden die ersten wissenschaftlich fundierten Anforderungen an Geräte dieser Klasse und deren Motoren formuliert. 1960, kurz nach der Entscheidung, OKB-23 zu schließen, wurde versucht, die Entwicklung solcher Maschinen im Iljuschin-Konstruktionsbüro einzusetzen, die später die Bezeichnung Il-66 und IL-72 erhielten. Auch Suchoi, mit der Suchoi T-4P und Mikojan-Gurewitsch mit der MiG-25 VIP SST starteten solche Überlegungen. Diese Projekte kamen jedoch alle nicht über das Reißbrett-Stadium hinaus.

#### Tu-144  Entwicklung
Die Tupolew Tu-144 wurde unter der Leitung vom OKB Tupolew entwickelt.
Diese Aufgabe stemmte nicht nur das Konstruktionsbüro Tupolew, sondern auch viele Institutionen wie das ZAGI, ZIAM, Sibirna, Technische Universitäten trugen maßgeblich dazu bei. Es wurden über 30 verschiedene Grundlayouts entworfen, die sich in Triebwerksanordnungen, Flügel, Leitwerksform unterschieden. Als das Grundlayout bestimmt war, erfolgten die Tests mit über 400 variierenden Formgebungen, die ausgiebig in Unter- und Überschallwindkanälen getestet wurden. Zum ersten Mal kamen bei der Entwicklung der Tu-144 auch Wasserkanäle zum Einsatz, um das Strömungsverhalten der Flugzeugform zu erforschen. Diese Strömungsanlage wurde als erstes vom Konstruktionsbüro Tupolew gebaut, und erst später wurde dieses Verfahren Standard beim ZAGI für Flugzeugentwicklungen.

## Einsatz
Während die Concorde von zwei Fluggesellschaften, Air France und British Airways, 27 Jahre im kommerziellen Einsatz war und dabei über 2,5 Millionen Passagiere in 50.000 Flügen befördert hatte, war die Karriere der TU-144 bei Aeroflot weitaus kürzer, von 1975 bis 1978, bei der insgesamt nur 55 regulären kommerziellen Linienflügen mit  3.284 Passagieren zwischen Moskau und Alma-Ata befördert wurden.

## Technische Details

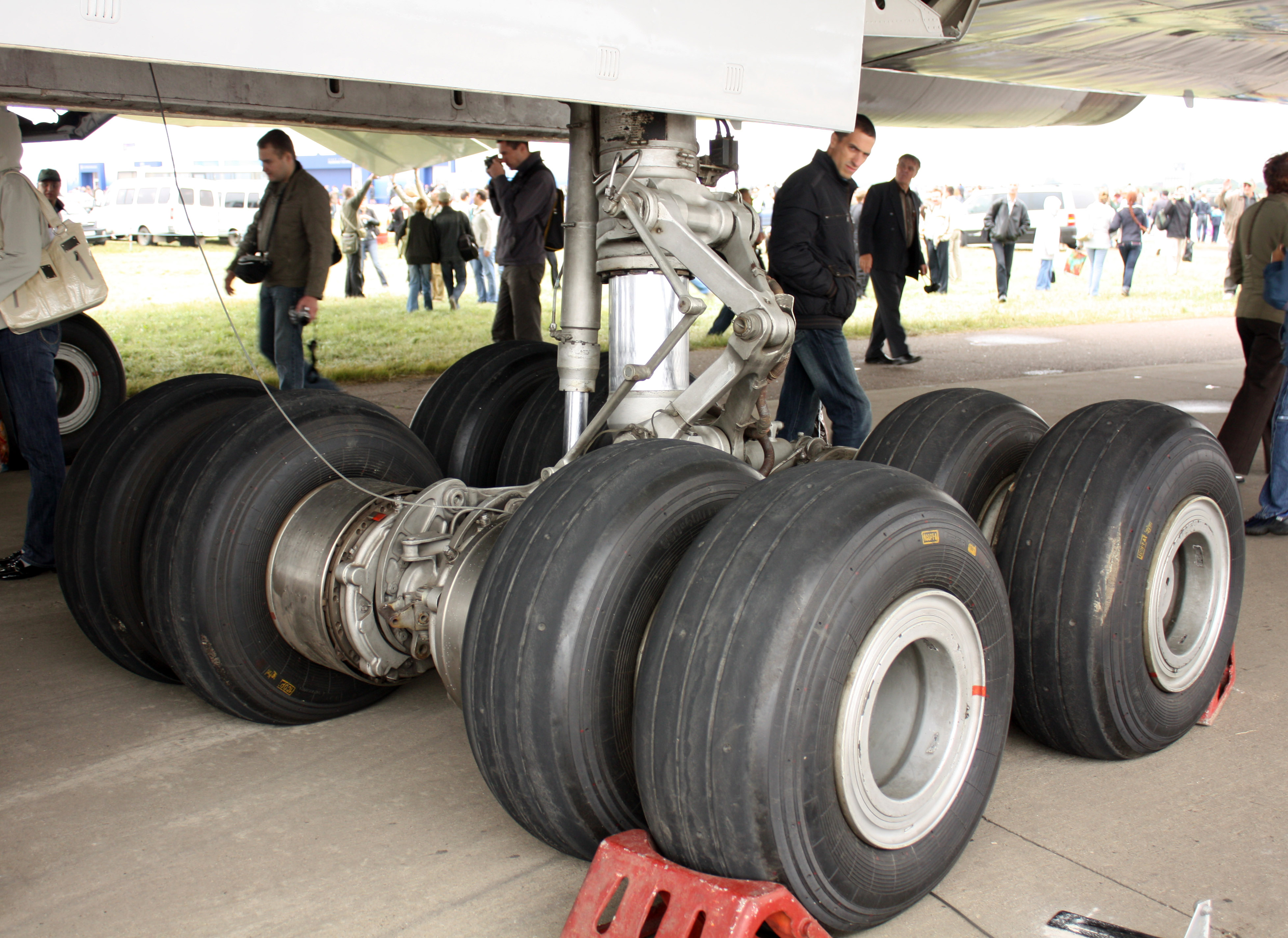
Hauptfahrwerk der Tu-144D

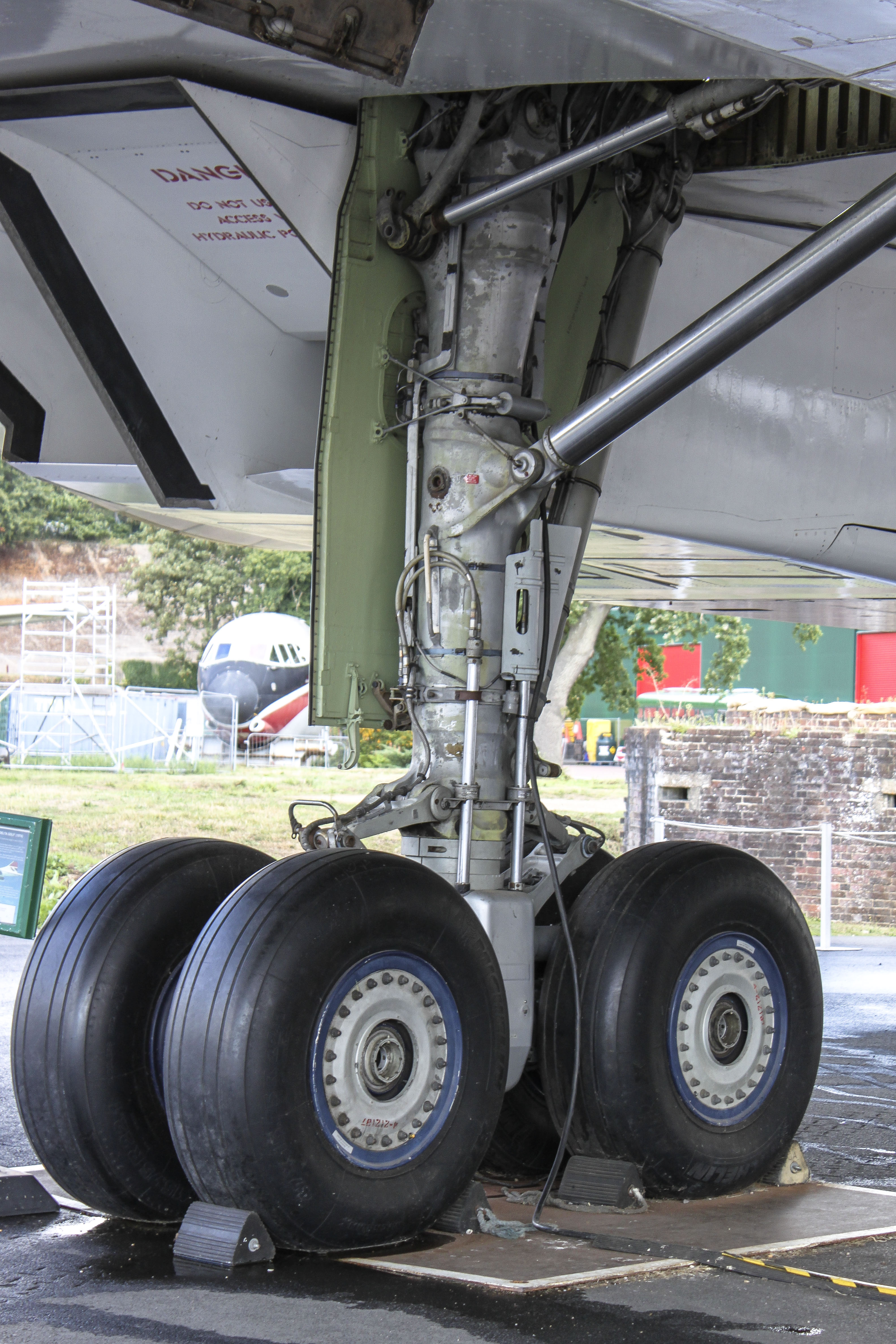
Hauptfahrwerk der Concorde

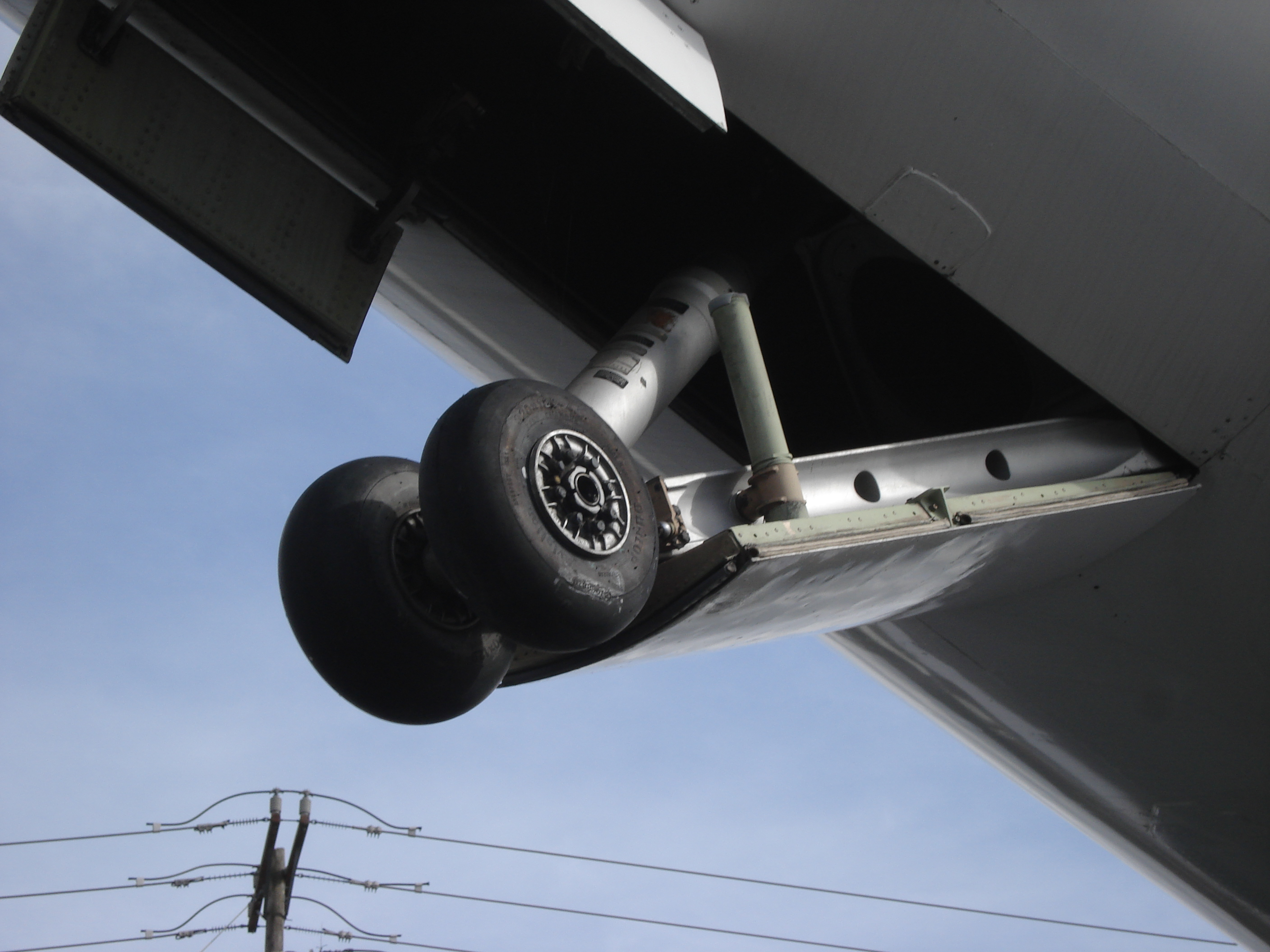
Räder am Tailstrikedämpfer der Concorde

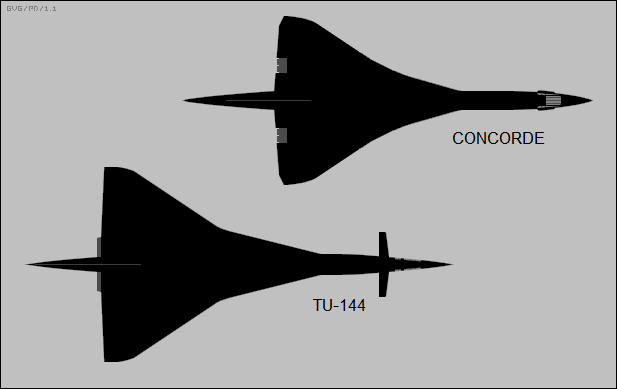
Silhouettenvergleich Concorde und Tu-144S / Tu-144D

- In der Concorde wurden Triebwerke verwendet, die auch für das militärische Flugzeug BAC TSR.2 vorgesehen waren.[20] Es kam jedoch nicht zur Serienfertigung der TSR.2. Davon abgesehen war die Concorde ein rein ziviles Projekt, eine militärische Nutzung oder auf der Concorde basierende militärische Abwandlungen wurden nie in Betracht gezogen. Im Gegensatz dazu war die Tu-144 zwar auch rein zivil, aber es wurden auch militärische Versionen entworfen. Zum einen Modifikationen für eine elektronische Störerversion, der Tu-144PP oder gar eine Neukonstruktion auf Basis der Tu-144 als Bomber und Marschflugkörper-Träger. Keines dieser militärischen Projekte der Tu-144 wurde umgesetzt. Die Triebwerke der ersten Tu-144 waren in einem einzigen zentralen Bock unter dem Rumpf angeordnet. Mit den im Prototyp und den Serienmaschinen verbauten Triebwerken war nur unter Einsatz der Nachbrenner das Erreichen der geforderten Überschall-Reisegeschwindigkeit möglich. Die Triebwerke der Serienmaschinen waren nun auch paarweise unter den Flügeln angeordnet, jedoch weiter innen als bei der Concorde. Bei allen Tu-144 Versionen sind die Lufteinlassschächte erheblich länger als bei der Concorde.

- Das Fahrwerk der Concorde hat 4 Räder pro Hauptfahrwerk. Das Fahrwerk der ersten Tu-144 hatte 12 Räder pro Hauptfahrwerk, alle nachfolgenden Tu-144S, Tu-144D und Tu-144LL hatten 8 Räder pro Hauptfahrwerk. Das Fahrwerk der Concorde war für Betrieb auf den westlichen zivilen Landepisten gebaut, das Fahrwerk der Tu-144 für Betrieb auch im Schnee und auf Betonplatten-Pisten, wie sie im Ostblock damals verbreitet waren. Die größere Anzahl Räder wurde bei der Tu-144 gewählt, um auch Ausweichflugplätze mit einer niedrigeren Bodentragfähigkeit nutzen zu können.

- Der Tu-144 Prototyp unterschied sich im Vorhandensein von Schleudersitzen und absprengbaren Luken im Cockpitdach für die Test-Crew von allen übrigen Tu-144.

- Die Flügelform der Tu-144S, Tu-144D und Tu-144LL war weniger ogiveförmig als bei der Concorde.

- Alle Tu-144 nach dem ersten Prototyp verfügten über ausfahrbare Canardflügel, die das auffälligste Merkmal der Tu-144S, Tu-144D und Tu-144LL gegenüber der Concorde sind.

- Die Bordklimatisierung der Serien Tu-144 ist aufwändiger als die der Concorde, da die Tu-144 etwas größer ist, für mehr Passagiere und eine höhere Geschwindigkeit ausgelegt wurde, und somit mehr Kühlung nötig war.

- Im Gegensatz zur Concorde verfügen keine der Tu-144-Versionen über eine Schubumkehr, dafür über Bremsschirme. Bei der Concorde verfügten nur die zwei Prototypen über Bremsschirme.

- Die Tu-144 verfügen über einen konventionellen Tailstrikedämpfer, während der ausfahrbare Tailstrikedämpfer der Concorde mit 2 Rädern ausgerüstet ist.

Bei der Concorde wurden nicht viele verschiedenen Untervarianten gebaut, respektive zu anderen Varianten umgebaut:
- 2 Prototypen
- 2 Vorserienmaschinen
- 16 Serienmaschinen

Bei der Tu-144 erfolgte eine umfangreiche Neukonstruktion nach dem Prototyp, danach erfolgten weitere Veränderungen vor allem im Triebwerkbereich:
- 1 Prototyp (Tu-144)
- 4 Vorserienmaschinen (Tu-144S)
- 5 Serienmaschinen (Tu-144S)
- 6 Serienmaschinen mit besseren Triebwerken, nun als Tu-144D bezeichnet
- 1 Testflugzeug, gemeinsam von der Sowjetunion und der NASA betrieben, mit den Triebwerken der Tu-160 ausgerüstet (Tu-144LL), vom Entwicklungsteam zu einem fliegenden Überschall-Laboratorium (Tupolev ANTK) erweitert.[21]

## Vergleich der Produktion

### Concorde
| Nummer             | Kennzeichen     | Ort des Verbleibs                                                                            | Land, Provinz                      |
| ------------------ | --------------- | -------------------------------------------------------------------------------------------- | ---------------------------------- |
| 001 (Prototyp)     | F-WTSS          | Musée de l’air et de l’espace am Flughafen Le Bourget                                        | Frankreich, Île-de-France          |
| 101(02) (Vorserie) | F-WTSA          | Flughafen Paris-Orly                                                                         | Frankreich, Centre-Val de Loire    |
| 201                | F-WTSB          | Museum Aeroscopia in Blagnac bei Toulouse                                                    | Frankreich, Okzitanien             |
| 203                | F-BTSC (F-WTSC) | am 25. Juli 2000 auf dem Air-France-Flug 4590 verunglückt                                    | –                                  |
| 205                | F-BVFA          | National Air and Space Museum am Washington Dulles International Airport                     | USA, Virginia                      |
| 207                | F-BVFB          | Technik-Museum Sinsheim                                                                      | Deutschland, Baden-Württemberg     |
| 209                | F-BVFC          | Museum Aeroscopia in Blagnac bei Toulouse                                                    | Frankreich, Okzitanien             |
| 211                | F-BVFD          | 1982 außer Dienst gestellt; 1994 wegen starker Korrosion zerlegt und Ersatzteile eingelagert | –                                  |
| 213                | F-BTSD (F-WJAM) | Musée de l’Air et de l’Espace am Flughafen Le Bourget                                        | Frankreich, Île-de-France          |
| 215                | F-BVFF (F-WJAN) | Flughafen Paris-Charles-de-Gaulle                                                            | Frankreich, Île-de-France          |
| 002 (Prototyp)     | G-BSST          | Fleet Air Arm Museum                                                                         | Vereinigtes Königreich, England    |
| 101(01) (Vorserie) | G-AXDN          | Imperial War Museum Duxford                                                                  | Vereinigtes Königreich, England    |
| 202                | G-BBDG          | Brooklands-Museum bei Weybridge                                                              | Vereinigtes Königreich, England    |
| 204                | G-BOAC          | Flughafen Manchester                                                                         | Vereinigtes Königreich, England    |
| 206                | G-BOAA          | National Museum of Flight bei Edinburgh                                                      | Vereinigtes Königreich, Schottland |
| 208                | G-BOAB          | Flughafen London-Heathrow                                                                    | Vereinigtes Königreich, England    |
| 210                | G-BOAD          | Intrepid Sea-Air-Space Museum in New York City                                               | USA, New York City                 |
| 212                | G-BOAE          | Flughafen Bridgetown-Grantley-Adams                                                          | Barbados, Christ Church            |
| 214                | G-BOAG (G-BFKW) | Museum of Flight in Seattle                                                                  | USA, Washington                    |
| 216                | G-BOAF (G-BFKX) | Hauptsitz von British Aerospace in Filton, seit 2017 in einer Museumshalle                   | Vereinigtes Königreich, England    |

### Tu-144
| Ser.- Nr. | Version | Typ         | Kenn- zeichen         | Trieb- werke      | Beschrif- tung         | Bemerkung | Jungfernflug      | Letzter Flug      | Verbleib |
| --------- | ------- | ----------- | --------------------- | ----------------- | ---------------------- | --- | ----------------- | ----------------- | --- |
| 00-1      | 044     | Tu-144      | СССР-68001            | NK-144            | Tupolew                | Prototyp, unterschied sich erheblich von der Serienmaschine | 31. Dezember 1968 | 27. April 1973    | in Schukowski verschrottet                                                                                  |
| 01-1      | 004     | Tu-144S     | СССР-77101            | NK-144A           | Tupolew                | Vorserienflugzeug | 1. Juni 1971      | n/a               | in Schukowski verschrottet                                                                                  |
| 01-2      | 004     | Tu-144S     | СССР-77102            | NK-144A           | Aeroflot               | erste in Woronesch gebaute Maschine, bei Luftfahrtshow in Paris abgestürzt | 20. März 1972     | 3. Juni 1973      | bei Absturz am 3. Juni 1973 in Goussainville bei Paris zerstört                                             |
| 02-1      | 004     | Tu-144S     | СССР-77103            | NK-144A           | Aeroflot               | Testflugzeug für Navigations- und Flugsysteme | 13. Dezember 1973 | n/a               | 1984 in Schukowski verschrottet                                                                             |
| 02-2      | 004     | Tu-144S     | СССР-77104 СССР-77144 | NK-144A           | Aeroflot               | 1975 umregistriert zu СССР-77144, Testflugzeug u. a. für Aerodynamik | 14. Juni 1976     | n/a               | 1987 in Schukowski verschrottet                                                                             |
| 03-1      | 004(D)  | Tu-144S(D)  | СССР-77105            | NK-144A RD-36-51A | Aeroflot               | Anfang 1976 zur Tu-144D mit neuen Triebwerken umgerüstet | 30. November 1974 | 1978 eingelagert  | bis 1993 in Schukowski eingelagert, auf der MAKS 1993 zuletzt zu sehen, dann vermutlich verschrottet        |
| 04-1      | 004     | Tu-144S     | СССР-77106            | NK-144A           | Aeroflot               | ab 26. Dezember 1975 Testflüge Moskau–Alma-Ata | 4. März 1975      | 29. Februar 1980  | seit 1980 im Luftwaffenmuseum in Monino                                                                     |
| 04-2      | 004     | Tu-144S     | СССР-77108            | NK-144A           | Aeroflot               | nie an Aeroflot ausgeliefert | 12. Dezember 1975 | 27. August 1987   | seit 1987 im Flughafen Smyschljajewka bei Samara                                                            |
| 05-1      | 004     | Tu-144S     | СССР-77107            | NK-144A           | Aeroflot               | | 20. August 1975   | 29. März 1985     | von 1985 bis 2017 beim Kasaner Flugzeugwerk, ab 2017 am Fatycha-Amirchana-Prospekt (Lage)                   |
| 05-2      | 004     | Tu-144S     | СССР-77109            | NK-144A           | Aeroflot               | ab 1. November 1977 im Passagierflugeinsatz | 29. April 1976    | n/a               | vermutlich auf einem Fabrikgelände in Woronesch (WASO) eingelagert                                          |
| 06-1      | 004     | Tu-144S     | СССР-77110            | NK-144A           | Aeroflot               | letzte 144S, zwischen 1977 und Juni 1978 im Passagierflugeinsatz | 14. Februar 1977  | 1. Juni 1984      | seit 1984 im Museum für Zivilluftfahrt in Uljanowsk                                                         |
| 06-2      | 004D    | Tu-144D     | СССР-77111            | RD-36-51A         | Aeroflot               | erste 144D | 27. April 1978    | 23. Mai 1978      | nach Bruchlandung in Jegorjewsk verschrottet                                                                |
| 07-1      | 004D    | Tu-144D     | СССР-77112            | RD-36-51A         | Aeroflot               | einzige Tu-144, die außerhalb Russlands besichtigt werden kann, bis 2000 in Schukowski eingelagert | 19. Februar 1979  | 12. November 1981 | seit 2001 mit Concorde Nr. 207-200 im Technikmuseum Sinsheim ausgestellt (Lage)                             |
| 08-1      | 004D    | Tu-144D     | СССР-77113            | RD-36-51A         | Aeroflot               | strukturelle Beschädigung bei Überschallversuch am 31. August 1980, dann ohne Triebwerke in Schukowski eingelagert | 2. Oktober 1979   | 31. August 1980   | 2001 in Schukowski verschrottet                                                                             |
| 08-2      | 004D    | Tu-144D(LL) | СССР-77114 RA-77114   | RD-36-51A NK-321  | Aeroflot Tupolew/ NASA | Bis 1990 zu Forschungszwecken im Einsatz. Ab 1995 in Zusammenarbeit u. a. mit der NASA und Boeing wieder flugtauglich gemacht und zum fliegenden Labor mit der Bezeichnung Tu-144LL umgerüstet, 1996 umregistriert zu RA-77114, absolvierte den letzten Tu-144-Flug überhaupt und stellte im Laufe der Zeit 13 Weltrekorde auf. | 13. April 1981    | 14. April 1999    | seit August 2019 ausgestellt beim Flughafen Schukowski (Lage)                                               |
| 09-1      | 004D    | Tu-144D     | СССР-77115            | RD-36-51A         | Aeroflot               | Letzte fertiggestellte Tu-144D, nie an Aeroflot ausgeliefert. Ende der 1980er Jahre zu Trainingszwecken für die Raumfähre Buran eingesetzt. War ebenfalls für den Umbau zur 144LL vorgesehen. Flog nie über Mach 1. | 4. Oktober 1984   | 12. Mai 1986      | restauriert, zuletzt im August 2015 auf der MAKS zu sehen, wird am Flughafen Moskau-Schukowski ausgestellt. |
| 09-2      | 004D    | Tu-144D     | (СССР-77116)          |                   |                        | nach Programmende 1985 nicht fertiggestellt |                   |                   | unvollendet im Werk Woronesch eingelagert                                                                   |

## Technische Daten

### Tu-144
| Kenngröße                         | Tu-144 (Prototyp)     | Tu-144S                                                             | Tu-144D                                              | Tu-144LL                                  |
| --------------------------------- | --------------------- | ------------------------------------------------------------------- | ---------------------------------------------------- | ----------------------------------------- |
| Anzahl (gefertigt)                | 1 Exemplar            | 9 Exemplare + 1 nicht fertiggestellt 1 später umgerüstet zu Tu-144D | 6 Exemplare 1→ umgerüstet zu Tu-144LL                | →1 Exemplar umgerüstet aus Tu-144D        |
| Besatzung                         | 3                     | 3                                                                   | 3                                                    | 3                                         |
| Passagiere                        | 98–120                | 98–120                                                              | 98–120                                               | Testmaschine                              |
| Länge (Nase gestreckt)            | 59,50 m               | 65,70 m                                                             | 65,70 m                                              | 65,70 m                                   |
| Spannweite                        | 27,65 m               | 28,00 m                                                             | 28,80 m                                              | 28,80 m                                   |
| Höhe                              | 11,35 m               | 12,50 m                                                             | 12,50 m                                              | 12,50 m                                   |
| Flügelfläche                      | 438,04 m²             | 502,97 m²                                                           | 506,35 m²                                            | 506,35 m²                                 |
| Leermasse                         | 85.000 kg             | 91.800 kg                                                           | 99.200 kg                                            | 103.000 kg                                |
| max. Startmasse                   | 180.000 kg            | 195.000 kg                                                          | 207.000 kg                                           | 203.000 kg                                |
| Triebwerk                         | 4 × Kusnezow NK-144   | 4 × Kusnezow NK-144A                                                | 4 × Kolessow RD-36-51                                | 4 × Kusnezow NK-321                       |
| Startschub                        | je 176,6 kN           | je 178,0 kN                                                         | je 196,1 kN                                          | je 245,0 kN ohne Nachbrenner je 137,20 kN |
| Reisegeschwindigkeit              | 2430 km/h (Mach 2,20) | 2200 km/h (Mach 2,07)                                               | 2120 km/h (Mach 2,00)                                | 2300 km/h (Mach 2,17)                     |
| Höchstgeschwindigkeit             | 2587 km/h (Mach 2,40) | 2500 km/h (Mach 2,35)                                               | 2285 km/h (Mach 2,15)                                | 2500 km/h (Mach 2,35)                     |
| Flughöhe                          | bis zu 20.000 m       | bis zu 20.000 m                                                     |                                                      |                                           |
| Reichweite                        | 2920 km               | bei 7 t Nutzlast: 3600 km bei 15 t Nutzlast: 3080 km                | bei 7 t Nutzlast: 6200 km bei 15 t Nutzlast: 5330 km | ca. 6500 km                               |
| Treibstoffvorrat                  | ca. 80 t              | ca. 80 t                                                            |                                                      |                                           |
| Gesamtvolumen der Treibstofftanks | ca. 105 m³            | ca. 105 m³                                                          |                                                      |                                           |
| Startrollstrecke                  | 2600 m                | 1900 m                                                              |                                                      |                                           |
| Landerollstrecke                  | 1600 m                | 1200 m                                                              |                                                      |                                           |
| Landegeschwindigkeit              |                       |                                                                     |                                                      | ca. 330 km/h                              |

### Concorde
| Kenngröße                | Daten |
| ------------------------ | --- |
| Typ                      | Überschall-Verkehrsflugzeug |
| Länge                    | 61,66 m (Prototypen 56,4 m) |
| Flügelspannweite         | 25,60 m |
| Flügelfläche             | 358,25 m² |
| Flügelstreckung          | 1,83 |
| Flächenbelastung         | Minimal (Leermasse): 220 kg/m² Maximal (max. Startmasse): 522 kg/m²                                                                                      |
| Höhe                     | 12,20 m |
| Leermasse                | 78.900 kg |
| max. Startmasse          | 186.880 kg |
| max. Landemasse          | 111.130 kg |
| Abhebegeschwindigkeit    | ca. 397 km/h (214 kt) |
| Landegeschwindigkeit     | ca. 300 km/h (162 kt) |
| Treibstoffkapazität      | 119.500 l (95.680 kg) |
| Treibstoffverbrauch      | 25.680 l/h |
| Höchstgeschwindigkeit    | Mach 2,23 bzw. 2405 km/h (auf 18.000 m Flughöhe) |
| Reisegeschwindigkeit     | Mach 2,02 bzw. 2179 km/h |
| Dienstgipfelhöhe         | ca. 18.300 m |
| Steigrate                | 25,41 m/s |
| Reichweite               | bei Standardstartmasse: 7250 km bei maximaler Startmasse: 6667 km                                                                                        |
| Passagiere               | 100 (British Airways) 092 (Air France) |
| Triebwerk                | 4 × Rolls-Royce/SNECMA-Olympus-593-Mk-610-Turbojet-Triebwerke (mit Nachbrenner und Schubumkehr (Prototypen keine Schubumkehr))                           |
| Schub                    | trocken: 4 × 31,350 lbf = 557,6 kN; (31,350& lbf = 14.217 kp = 139,4 kN) mit Nachbrenner: 4 × 38,050 lbf = 676,8 kN; (38,050 lbf = 17.256 kp = 169,2 kN) |
| Schub-Gewicht-Verhältnis | maximal (Leermasse): 0,88 minimal (max. Startmasse): 0,373                                                                                               |
| Startrollstrecke         | 3440 m bei max. Startmasse auf 10,7 m (35 ft) |
| Landerollstrecke         | 2220 m aus 10,7 m (35 ft) |
| Hauptfahrwerk            | Messier-Hispano mit je vier Rädern sowie Dunlop-Carbon-Scheibenbremsen (mit SNECMA-SPAD-Antiblockiersystem-Einheiten)                                    |
| Reifengröße              | Hauptfahrwerk: 47 × 15.75-22, Bugfahrwerk: 31 × 10.75-14                                                                                                 |